# Castillo de Castelló de Farfaña
El castillo de Castelló de Farfaña está situado en la villa del mismo nombre Castellón de Farfaña en la comarca catalana de la (Noguera), sobre una colina que domina la población y que comparte con la iglesia de Santa María. Actualmente se encuentra en ruina.

## Historia

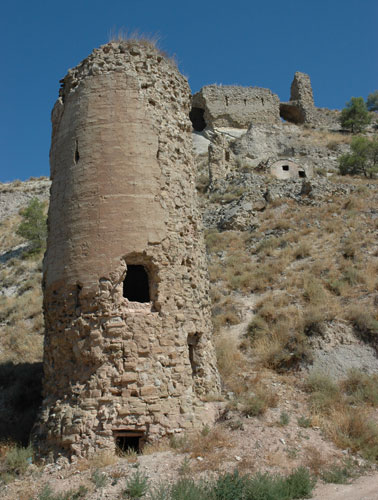
La torre del castillo de la parte baja.

Todo hace pensar que la colina donde se encuentran las ruinas del castillo ya estaba ocupado en época ibérica, los ilergetes se debían defender frente a los romanos. Su importancia crece de manera considerable con la fortificación de la época sarracena que formaba parte de la cadena defensiva que discurría de este a oeste y separaba las tierras del sur, islámicas, de las del norte, cristianas. La primera noticia cierta del lugar data de 1036, cuando todavía era musulmán.
El castillo y territorio de Castelló de Farfaña fue tomado a los sarracenos en los años 1115-1116 por el vizconde Giraldo II de Cabrera, de todos modos esta conquista no se consolidó hasta 1130.
A mediados del siglo XII (1156-1157) se encuentra un pleito entre Ponce I de Cabrera (hijo del anterior) y Ermengol VII de Urgel, que se resuelve con el reconocimiento de los derechos de este último sobre el castillo. Se encuentran continuas referencias históricas del castillo en los años siguientes: apropiaciones, relaciones de bienes, legados, etc.
La condesa Cecilia I de Urgel, esposa de Jaime I de Urgel decidió la construcción de una iglesia nueva que debería sustituir a una anterior, del siglo XII. La primitiva iglesia de Santa María era sede de un priorato dependiente de la Colegiata de San Pedro de Áger a quien fue dado por el mismo conquistador del territorio, Giraldo II de Cabrera. Aquella iglesia contenía el sepulcro del conde Ermengol IX de Urgel, fallecido en 1243.
Como curiosidad, mencionar que corría la fama que el conde Pedro II de Urgel (1340-1408) tenía en su castillo de Castelló de Farfaña una caja de caudales repleta de piezas de oro, encajadas con tanta presión que invitaba a quien pudiera sacar alguna con los dedos, a quedarse con ella.
En 1415 Fernando I de Antequera vendió el señorío de Castelló de Farfaña al conde de Foix, para acabar como propiedad de los duques de Alba.
Durante la Guerra dels Segadors (1640-1652) el castillo vivió varios episodios bélicos. No fueron los últimos, ya que más adelante encontramos otros. En el Diccionario geográfico, Pascual Madoz (hacia 1840) la menciona ya en ruina.

## Los restos

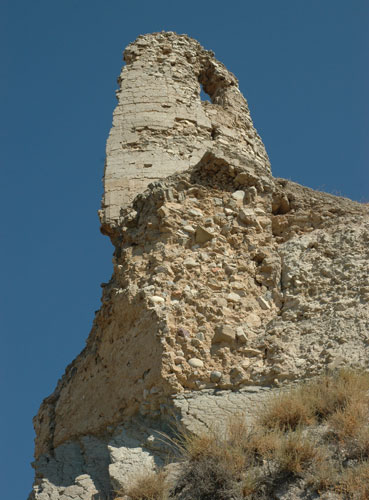
La gran torre deteriorada del castillo.

El castillo contaba con un recinto fortificado, o castillo propiamente dicho, además de una muralla que rodeaba la villa y diversas torres de vigía. La defensa islámica debía centrarse en el muro del lado norte, más indefenso por cuestiones topográficas. En la zona de poniente se levantan los restos de las construcciones condales, con una torre circular, hoy muy deteriorada. Apartada de este conjunto, al norte, sobre un cerro, se conserva una torre de vigilancia. Al sur se conservan dos torres unidas por restos de muralla, que llega hasta la villa baja.
El castillo fue construido con aparejo de mampostería revoque por el exterior, y algunos paramentos del norte fueron hechos con sillares irregulares.